# خانه کازرونی
منزل کازرونی مربوط به دوره قاجار است و در شیراز، محله درب شاهزاده، بن‌بست ملک التجار واقع شده و این اثر در تاریخ ۲۵ اسفند ۱۳۸۰ با شمارهٔ ثبت ۵۰۲۸ به‌عنوان یکی از آثار ملی ایران به ثبت رسیده است.